# Usenik
Usenik je priimek več znanih Slovencev:
- Borut Usenik, veteran vojne za Slovenijo
- Boštjan Usenik, pevec-tenorist in vodja vokalne skupine Perpetuum Jazzile
- Brane Usenik (*1949), fotograf
- Darko Usenik (*1947), arhitekt
- Janez Usenik (1942—2024), veterinar na Blokah, domoznanec?
- Janez Usenik (*1949), matematik, univ. profesor
- Janez Usenik, novinar, stand-up komik, scenarist mjuziklov ...
- Jože Usenik (1916—2001), arhitekt
- Lojze (Alojz) Usenik (1932—2016), slovensko-hrvaški (manjšinski) kulturni delavec, gledališčnik
- Milena Usenik (por. Bernard) (1934—2023), atletinja in slikarka
- Uroš Usenik, kitarist, glasbeni pedagog, producent
- Valentina Usenik (*1966), pomologinja